# Bni Bchir
Bni Bchir (àrab بني بشير) és una comuna rural de la província d'Al Hoceima de la regió de Tànger-Tetuan-Al Hoceima. Segons el cens de 2014 tenia una població total de 6.527 persones.